# Türkische Mafia
Türkische Mafia (Türkisch: Türk mafyası) ist eine Bezeichnung für kriminelle Gruppen in der Türkei oder solche, die sich überwiegend aus türkischstämmigen Personen im Ausland zusammensetzen. Die türkische Mafia ist neben der Türkei auch in zahlreichen Ländern Europas aktiv. In der Türkei selbst spielt die Mafia eine wichtige Rolle in Wirtschaft und Gesellschaft und soll über ausgezeichnete Kontakte zu verschiedenen politischen Gruppierungen und dem türkischen Geheimdienst verfügen. Die engen Verbindungen zwischen Geheimdiensten, Politikern und Kriminellen ist in der Türkei unter der Bezeichnung tiefer Staat bekannt.
Türkische kriminelle Gruppen sind an einer Vielzahl von kriminellen Aktivitäten beteiligt, von denen die wichtigsten Drogenhandel, insbesondere der Schmuggel und Verkauf von Heroin, sind. Beim Handel mit Heroin arbeiten sie mit bulgarischen Mafia-Gruppen zusammen, die das Heroin weiter in Länder wie Italien transportieren. Auch im internationalen Handel mit Kokain ist die türkische Mafia zunehmend aktiv.

## Geschichte
Schon in der osmanischen Zeit waren Piraterie und Banditentum sehr verbreitet, da der Staat in vielen Gebieten des Reiches nur eine schwache Kontrolle ausübte. Auch die Zuwanderung von zahlreichen Flüchtlingen aus dem Balkan und dem Kaukasus nach Anatolien verschlimmerte das Problem, da viele dieser perspektivlosen Menschen zu Banditen wurden und es zu Konflikten mit der ansässigen Bevölkerung kam. Die Verbrecherkaste der kabadayı bildete sich im 19. Jahrhundert heraus. Diese Kleinkriminellen mit eigenem Verhaltens- und Ehrenkodex kontrollierten bestimmte Stadtviertel und wurden ein fester Bestandteil der osmanischen Gesellschaft. Tabakschmuggel machte Kriminelle reich und der Handel mit Opium blühte, wobei das Osmanische Reich ein wichtiger Produzent war. Das Problem des Banditentums verschlimmerte sich mit dem Zusammenbruch des Osmanischen Reiches weiter. Während der letzten Jahre des Reiches wurden die Probleme so groß, dass staatliche Stellen sich dazu entschlossen, Verbrecher und Banditen in den Staatsdienst einzubeziehen. In dieser Zeit wurde der ländliche Raum durch umherziehende Banden so stark ausgeplündert, dass es teilweise nichts mehr zu stehlen gab.
Der Handel mit Opium befand sich in osmanischer Zeit vor allem in der Hand von Christen wie den Armeniern und Griechen oder den Juden und hatte im 19. Jahrhundert eine große Bedeutung für die osmanische Staatskasse. Bis zu 10 Prozent des im riesigen Kaiserreich China der Qing-Dynastie konsumierten Opiums kam aus dem Osmanischen Reich. Nach dem Zweiten Weltkrieg wurde vor allem Heroin geschmuggelt. Die kabadayı wurden von der Politik instrumentalisiert und beteiligten sich an der Organisation des Pogroms von Istanbul 1955 gegen die griechische Minderheit. Durch die Ermordung oder Vertreibung der meisten Christen aus der Türkei im 20. Jahrhundert kam der Drogenhandel unter die Kontrolle von Muslimen. Neben denen der türkischen Muslime entstanden auch eigene Banden der Kurden, Lasen, Georgier, Albaner und Araber. Bis in die 1970er Jahre gelangte Heroin aus der Türkei über korsische Gangster der French Connection und den Hafen von Marseille bis nach Nordamerika.
Die moderne türkische Mafia entstand in den 1970er Jahren und wurde durch Waffen- und Drogenhandel groß. Sie baute enge Beziehungen zu Staat und Geheimdiensten auf. Die meisten Mafiabosse unterstützten die rechtsextremen Grauen Wölfe und die ultranationalistische Partei der Nationalen Bewegung (MHP) und ermordeten für diese politische Gegner. Einigen Drogenbaronen wie dem Kurden Behçet Cantürk wurden jedoch auch Kontakte zu Gruppen wie der Arbeiterpartei Kurdistans (PKK) und der Terrorgruppe Asala nachgesagt.
Mehmet Nabi İnciler war eine der schillernden Größen der türkischen Unterwelt der 1970er und 80er Jahre. Er war mit Präsident Süleyman Demirel und dem MHP-Gründer Alparslan Türkeş persönlich bekannt. Als die Schauspielerin Filiz Akın den Mafiosi 1979 abwies, ließ er ein Messerattentat auf sie verüben. Er wurde durch Scheckbetrug, Drogenhandel und fragwürdige Geschäfte im Bausektor reich und starb 1993 gewaltsam.
In den 1990er Jahren stieg Hüseyin Baybaşin zum Pablo Escobar Europas auf. Sein Clan soll mit Drogengeschäften im Jahr 1998 zwischen 16 und 45 Milliarden US-Dollar verdient haben, wobei er in Großbritannien und den Niederlanden aktiv war. Gewinne legte er in der Tourismusindustrie an. 1995 soll er mit dem damaligen Polizeidirektor und späteren Politiker Mehmet Ağar in den Niederlanden laut der Zeitung Hürriyet mit Berufung auf Zeugenaussagen einen Deal gemacht haben: Auftragsmorde an PKK-Sympathisanten gegen einen Anteil der Grauen Wölfe am Drogenhandel. Baybaşin wurde Ende der 1990er zu einer lebenslangen Haftstrafe verurteilt.
Abdullah Çatlı war eines der wichtigen Mitglieder der türkischen Mafia und soll an dem Komplott zum versuchten Mordanschlag auf Papst Johannes Paul II. 1981 beteiligt gewesen sein. Er war Drogenhändler, Mitglied der Grauen Wölfe und Mitarbeiter des türkischen Geheimdienstes, für den er Auftragsmorde verübt haben soll. Sein Tod bei einem Autounfall am 3. November 1996 führte zum Susurluk-Skandal. Mit in dem verunglückten Auto fuhren seine Geliebte, die ehemalige Schönheitskönigin Gonca Us, der DYP-Politiker Sedat Edip Bucak und der Polizeichef von Istanbul, Hüseyin Kocadağ. Lediglich Bucak überlebte den Unfall. Im Wrack des Autos wurden gefälschte Pässe und Waffen gefunden. Der Vorfall belegte die engen Verstrickungen von Politik und organisiertem Verbrechen und führte zum Rücktritt von Ministerpräsidentin Tansu Çiller.
Nach 2000 stieg eine neue Generation von Mafiabossen auf, unter denen Sedat Peker zu den bedeutendsten gehört. Er wurde 1997 wegen Mordes an einem Schmuggler verurteilt und flüchtete nach Rumänien, kehrte nach Vermittlung von Politikern aber in die Türkei zurück und musste lediglich ein Jahr Haft absitzen. Er verfügt ebenfalls über beste Kontakte zu nationalistischen Politikern. Auf die Initiative der Akademiker für den Frieden, ⁣⁣die eine friedliche Lösung für den Kurdenkonflikt forderten, drohte er den Initiatoren damit, „Blut fließen lassen und darin eine Dusche zu nehmen“. 2016 schwor er Präsident Recep Tayyip Erdoğan die Treue. Später scheint es jedoch zu einem Bruch zwischen beiden gekommen zu sein und Peker floh ins Ausland. In einem Enthüllungsvideo von 2021 warf er Erdogans Schwiegersohn Berat Albayrak und seinem Vertrauten Binali Yıldırım vor, selbst in kriminelle Aktivitäten verstrickt zu sein. Mit dem AKP-Innenminister Süleyman Soylu soll Peker laut eigenen Angaben über 20 Jahre lang zusammengearbeitet haben.
Im April 2020 entließ die Erdoğan-Regierung im Rahmen einer Amnestie zahlreiche Kriminelle aus dem Gefängnis, darunter auch den Mafiaboss Alaattin Çakıcı, der 16 Jahre eingesessen hatte. Die offizielle Begründung war die Überfüllung der türkischen Gefängnisse während der COVID-19-Pandemie. Es wurde allerdings vermutet, dass die Entlassungen ein Zugeständnis Erdoğans an seinen Koalitionspartner MHP waren. Çakıcı soll schon in den 1980ern in 41 politische Morde verwickelt gewesen sein und ist ein Vertrauter des Nationalistenführers Devlet Bahçeli, der ihn 2008 besuchte. Auch Çakıcı soll Kontakte zum Geheimdienst haben und für diesen in Griechenland und im Libanon tätig gewesen sein. Vor Gericht gab er an: „Krimineller, aber kein Vaterlandsverräter“ zu sein. Da Çakıcı ein Rivale von Peker ist, mit dem die Regierung in Konflikt geriet, könnte die Freilassung auch damit zu tun haben.

## Türkische Mafia in Deutschland
Türkische Verbrecherbanden sind in ganz Deutschland in den Bereichen Erpressung, Waffen- und Drogenhandel, Prostitution und weiteren Betätigungsfeldern aktiv. Oftmals können diese Banden mit politischen Gruppen aus ihrem Heimatland in Verbindung gebracht werden, wie z. B. den Grauen Wölfen bei rechtsgerichteten Türken und Dev Sol für linksgerichtete Türken. Es gibt auch kurdisch-türkische kriminelle Banden in Deutschland. Der Jahresbericht zur organisierten Kriminalität 2013, den Bundesinnenminister Thomas de Maizière in Berlin vorstellte, zeigte, dass es in Deutschland 61 türkische Banden gab. Knapp 10 Prozent aller Straffälligen in diesem Bereich waren türkische Staatsbürger. Dem Bericht zufolge widmen sich die Banden neben ihrem traditionellen Geschäftsfeld, dem Drogenschmuggel, zunehmend auch Einbrüchen, Autodiebstählen und Betrug.
2016 berichteten Die Welt und Bild, dass die neue türkische Motorradbande Osmanen Germania rasant wächst und bereits über 700 Mitglieder verfügen soll. Die Hannoversche Allgemeine Zeitung berichtete, dass die Osmanen Germania mehr und mehr in die Rotlichtviertel vordringen, was die Wahrscheinlichkeit eines blutigen Territorialkampfes mit etablierten Banden wie den Hells Angels und dem Mongols MC erhöht. 2018 wurden die Osmanen Germania wegen Gewalttaten, Erpressung und Zwangsprostitution von Bundesinnenminister Horst Seehofer verboten. Die Osmanen Germania sollen von der AKP und dem türkischen Geheimdienst unterstützt worden sein und sich Auseinandersetzungen mit den kurdisch geprägten Bahoz geliefert haben. Der Mafiaboss Sedat Peker gab an, Gelder an die Osmanen Germania überwiesen zu haben. Peker selbst wuchs als Kind türkischer Einwanderer in München auf.
Laut einem Bericht des Focus von 2015 sollen türkische Banden mit Enkeltrickbetrügereien und ähnlichen Täuschungen von Call-Centern in der Türkei aus eine Million deutsche Rentner um Ersparnisse in Höhe von 117 Millionen Euro gebracht haben. Im November 2022 wurden 67 Beschuldigte in Izmir zu insgesamt 1.128 Jahren Haft für derartige Betrügereien an deutschen Staatsbürgern verurteilt.
Beim Handel mit Kokain sollen türkische Banden mit der italienischen ’Ndrangheta in Deutschland zusammengearbeitet haben. Türken fungierten dabei als „Investoren“ für Drogengeschäfte über mehrere Länder.